# Augustin-Moïse Auvynet
Augustin-Moïse Auvynet (ou Auvinet) est un homme politique français né le 20 avril 1771 à Nantes et mort le 12 octobre 1853 au château de Pierre-Levée, à Olonne-sur-Mer.

## Biographie
Augustin-Moïse Auvynet est le fils de Charles-Joseph Auvynet et d'Anne Charrier, dame de La Bretinière. Il épouse Marie Anne Marguerite Fayau, fille de  Louis Jacques Fayau, sieur de l'Olivière, sénéchal de La Roche-sur-Yon, président-trésorier de France au bureau des finances de la généralité de Poitiers, et de Marie Anne Mourain.
Il est député de la Vendée à la Chambre en 1815, où il siège avec les royalistes.
Nommé juge suppléant au tribunal de Napoléon-Vendée en 1811, il devient président du tribunal de La Roche-sur-Yon de 1814 à 1830.
Il devient président du conseil général de la Vendée en octobre 1848.

## Sources
- « Augustin-Moïse Auvynet », dans Adolphe Robert et Gaston Cougny, Dictionnaire des parlementaires français, Edgar Bourloton, 1889-1891 [détail de l’édition]